# Tillandsia 'Pacific Blue'
Tillandsia 'Pacific Blue' es un  cultivar híbrido del género Tillandsia perteneciente a la familia  Bromeliaceae.
Es un híbrido creado con las especies Tillandsia streptocarpa × Tillandsia duratii.